# ハロルド・ラミレス
ハロルド・アンドレス・ラミレス・レムス（Harold Andrés Ramírez Lemus、1994年9月6日 - ）は、コロンビアのボリバル県カルタヘナ出身のプロ野球選手（外野手）。右投右打。リーガ・メヒカーナ・デ・ベイスボル（メキシカンリーグ）のドスラレドス・オウルズ所属。

## 経歴

### プロ入りとパイレーツ傘下時代
2011年7月2日にインターナショナル・フリーエージェントでピッツバーグ・パイレーツと契約金105万ドルで契約を結んだ。
2012年6月17日に傘下のルーキー級ガルフ・コーストリーグ・パイレーツと契約を結び、7月6日に同チームでプロデビュー。このシーズンは39試合に出場して打率.259、1本塁打、12打点、9盗塁、OPS.644を記録した。
2013年はA-級ジェームズタウン・ジャマーズでプレーした。シーズン成績は71試合に出場して打率.285、5本塁打、40打点、23盗塁、OPS.763を記録した。
2014年はA級ウェストバージニア・パワーでプレーした。シーズン成績は49試合に出場して打率.309、1本塁打、24打点、11盗塁、OPS.766を記録した。
2015年はA+級ブレイデントン・マローダーズでプレーした。シーズン成績は80試合に出場して打率.337、4本、47打点、22盗塁、OPS.857を記録した。オフの11月20日にルール・ファイブ・ドラフトでの流出を防ぐために40人枠入りした。また、オフにウィンターリーグであるリーガ・メヒカーナ・デル・パシフィコのベナドス・デ・マサトランに所属、15試合に出場した。
2016年はAA級アルトゥーナ・カーブに昇格し、開幕を迎えた。7月に行われたイースタンリーグのオールスターゲームプレイヤーに選出された。

### ブルージェイズ傘下時代
2016年8月1日にドリュー・ハッチソンとのトレードで、フランシスコ・リリアーノ、リース・マクガイアと共にトロント・ブルージェイズへ移籍した。移籍後は傘下のAA級ニューハンプシャー・フィッシャーキャッツへ配属され、1試合のみに出場してシーズンを終えた。このシーズンは2チーム合計で99試合に出場して打率.311、2本塁打、50打点、7盗塁、OPS.767を記録した。
2017年はAA級ニューハンプシャーでプレーした。シーズン成績は121試合に出場して打率.266、6本塁打、53打点、5盗塁、OPS.678を記録した。オフの11月20日に40人枠から外れ、マイナー契約となった。
2018年もAA級ニューハンプシャーでプレーした。シーズン成績は120試合に出場して打率.320、11本塁打、70打点、16盗塁、OPS.836を記録した。オフの11月2日にFAとなった。

### マーリンズ時代
2018年11月26日にマイアミ・マーリンズとマイナー契約を結んだ 。
2019年はAAA級ニューオーリンズ・ベビーケークスで開幕を迎え、5月11日メジャー契約を結んでアクティブ・ロースター入りした。同日行われたニューヨーク・メッツ戦にて「7番・左翼手」で先発出場してメジャーデビューすると、この試合でエドウィン・ディアスからメジャー初安打を記録した。5月21日のデトロイト・タイガース戦でスペンサー・ターンブルからメジャー初本塁打を記録した。この年メジャーでは119試合に出場して打率.276、11本塁打、50打点、2盗塁を記録した。
2020年は3試合の出場にとどまった。
2021年2月17日にジョン・カーティスの加入に伴い、DFAとなった。

### インディアンス時代
2021年2月24日にウェイバー公示を経てクリーブランド・インディアンスへ移籍した。この年は99試合に出場して打率.268、7本塁打、41打点、3盗塁を記録した。オフの11月19日にDFAとなった。

### レイズ時代
2021年11月22日に金銭トレードでシカゴ・カブスへ移籍した。
2022年3月25日にエステバン・キロスとのトレードで、タンパベイ・レイズへ移籍した。シーズンでは一時首位打者争いもするほど好調だった。7月17日まで打率.329を記録していたが、オリオールズのジョーダン・ライルズに死球を受けたことにより4週間の欠場を余儀なくされる。シーズン終了時には打率.303、出塁率.343、長打率.404でチーム内首位打者に君臨し、58打点というのはランディ・アロサレーナに次いでチーム2位であった。
2023年シーズンの年俸は調停により220万ドルと決定づけられた。122試合出場で、打率.313、出塁率.353、長打率.460でOPS+は125を記録した。オフシーズンにはベネズエラの冬季野球リーグのリーガ・ベネソラーナ・デ・ベイスボル・プロフェシオナルのティブロネス・デ・ラ・グアイラに参戦した。
2024年6月7日にテイラー・ウォールスの復帰に伴いDFAとなり、同月13日に自由契約となった。

### ナショナルズ時代
同年6月15日にワシントン・ナショナルズとマイナー契約を結び、同日中にAAA級ロチェスター・レッドウィングスに配属された後、同月24日にトレイ・リップスコームと入れ替わる形で移籍後初昇格を果たした。昇格後は25試合に出場したが、8月13日にアンドレス・チャパーロとオルランド・リバルタを昇格させることに伴ってジョーダン・ウィームスと共に再びDFAとなり、翌14日に自由契約となった。

### ブレーブス傘下時代
同年8月23日にアトランタ・ブレーブスとマイナー契約を結び、同日中にAAA級グウィネット・ストライパーズに配属された。ここではメジャーに昇格する機会は無く、オフの11月4日にFAとなった。この年のオフにはドミニカのウィンターリーグに参加。当初はティグレス・デル・リセイに所属していたが、シーズン途中にアギラス・シバエーニャスへ移籍した。

### メキシカンリーグ時代
2025年2月24日に、リーガ・メヒカーナ・デ・ベイスボル（メキシカンリーグ）のドスラレドス・オウルズと契約を結んだ。

## 詳細情報

### 年度別打撃成績
| 年 度    | 球 団    | 試 合 | 打 席 | 打 数 | 得 点 | 安 打 | 二 塁 打 | 三 塁 打 | 本 塁 打 | 塁 打 | 打 点 | 盗 塁 | 盗 塁 死 | 犠 打 | 犠 飛 | 四 球 | 敬 遠 | 死 球 | 三 振 | 併 殺 打 | 打 率 | 出 塁 率 | 長 打 率 | O P S |
| -------- | -------- | ----- | ----- | ----- | ----- | ----- | -------- | -------- | -------- | ----- | ----- | ----- | -------- | ----- | ----- | ----- | ----- | ----- | ----- | -------- | ----- | -------- | -------- | ----- |
| 2019     | MIA      | 119   | 446   | 421   | 54    | 116   | 20       | 3        | 11       | 175   | 50    | 2     | 1        | 0     | 1     | 18    | 1     | 5     | 91    | 8        | .276  | .312     | .416     | .728  |
| 2020     | MIA      | 3     | 11    | 10    | 2     | 2     | 0        | 0        | 0        | 2     | 1     | 0     | 1        | 0     | 0     | 1     | 0     | 0     | 2     | 0        | .200  | .273     | .200     | .473  |
| 2021     | CLE      | 99    | 361   | 339   | 33    | 91    | 21       | 1        | 7        | 135   | 41    | 3     | 1        | 0     | 3     | 14    | 1     | 5     | 56    | 10       | .268  | .305     | .398     | .703  |
| 2022     | TB       | 120   | 435   | 403   | 46    | 121   | 24       | 0        | 6        | 163   | 58    | 3     | 5        | 0     | 4     | 19    | 1     | 9     | 72    | 5        | .300  | .343     | .404     | .747  |
| 2023     | TB       | 122   | 434   | 400   | 58    | 125   | 19       | 2        | 12       | 184   | 68    | 5     | 3        | 0     | 6     | 22    | 0     | 6     | 79    | 7        | .313  | .353     | .460     | .813  |
| 2024     | TB       | 48    | 169   | 164   | 21    | 44    | 3        | 0        | 1        | 50    | 13    | 5     | 2        | 0     | 1     | 3     | 0     | 1     | 33    | 2        | .268  | .284     | .305     | .589  |
| 2024     | WSH      | 25    | 77    | 74    | 7     | 18    | 4        | 1        | 1        | 27    | 16    | 1     | 0        | 0     | 0     | 2     | 0     | 1     | 17    | 0        | .243  | .273     | .365     | .638  |
| '24計    | WSH      | 73    | 246   | 238   | 28    | 62    | 7        | 1        | 2        | 77    | 29    | 6     | 2        | 0     | 1     | 5     | 0     | 2     | 50    | 2        | .261  | .280     | .324     | .604  |
| MLB：6年 | MLB：6年 | 536   | 1933  | 1811  | 221   | 517   | 91       | 7        | 38       | 736   | 247   | 19    | 13       | 0     | 15    | 79    | 3     | 27    | 350   | 32       | .285  | .322     | .406     | .728  |

- 2024年度シーズン終了時

### MLBポストシーズン打撃成績
| 年 度     | 球 団     | シ リ ｜ ズ | 試 合 | 打 席 | 打 数 | 得 点 | 安 打 | 二 塁 打 | 三 塁 打 | 本 塁 打 | 塁 打 | 打 点 | 盗 塁 | 盗 塁 死 | 犠 打 | 犠 飛 | 四 球 | 敬 遠 | 死 球 | 三 振 | 併 殺 打 | 打 率 | 出 塁 率 | 長 打 率 |
| --------- | --------- | ----------- | ----- | ----- | ----- | ----- | ----- | -------- | -------- | -------- | ----- | ----- | ----- | -------- | ----- | ----- | ----- | ----- | ----- | ----- | -------- | ----- | -------- | -------- |
| 2022      | TB        | ALWC        | 2     | 9     | 9     | 0     | 1     | 0        | 0        | 0        | 1     | 0     | 0     | 0        | 0     | 0     | 0     | 0     | 0     | 3     | 1        | .111  | .111     | .111     |
| 2023      | TB        | ALWC        | 2     | 8     | 8     | 0     | 1     | 0        | 0        | 0        | 1     | 0     | 0     | 0        | 0     | 0     | 0     | 0     | 0     | 2     | 1        | .125  | .125     | .125     |
| 出場：2回 | 出場：2回 | 出場：2回   | 4     | 17    | 17    | 0     | 2     | 0        | 0        | 0        | 2     | 0     | 0     | 0        | 0     | 0     | 0     | 0     | 0     | 5     | 2        | .118  | .118     | .118     |

- 2024年度シーズン終了時

### WBCでの打撃成績
| 年 度 | 代 表      | 試 合 | 打 席 | 打 数 | 得 点 | 安 打 | 二 塁 打 | 三 塁 打 | 本 塁 打 | 塁 打 | 打 点 | 盗 塁 | 盗 塁 死 | 犠 飛 | 四 球 | 敬 遠 | 死 球 | 三 振 | 併 殺 打 | 打 率 | 出 塁 率 | 長 打 率 |
| ----- | ---------- | ----- | ----- | ----- | ----- | ----- | -------- | -------- | -------- | ----- | ----- | ----- | -------- | ----- | ----- | ----- | ----- | ----- | -------- | ----- | -------- | -------- |
| 2023  | コロンビア | 4     | 16    | 15    | 1     | 2     | 0        | 0        | 0        | 2     | 0     | 0     | 0        | 0     | 1     | 0     | 0     | 2     | 0        | .133  | .188     | .133     |

### 年度別守備成績
内野守備
| 年 度 | 球 団 | 一塁（1B） | 一塁（1B） | 一塁（1B） | 一塁（1B） | 一塁（1B） | 一塁（1B） |
| 年 度 | 球 団 | 試 合      | 刺 殺      | 補 殺      | 失 策      | 併 殺      | 守 備 率   |
| ----- | ----- | ---------- | ---------- | ---------- | ---------- | ---------- | ---------- |
| 2021  | CLE   | 1          | 1          | 0          | 0          | 0          | 1.000      |
| 2022  | TB    | 32         | 214        | 6          | 4          | 11         | .982       |
| 2023  | TB    | 6          | 22         | 1          | 0          | 2          | 1.000      |
| MLB   | MLB   | 39         | 239        | 7          | 4          | 13         | .984       |

外野守備
| 年 度 | 球 団 | 左翼（LF） | 左翼（LF） | 左翼（LF） | 左翼（LF） | 左翼（LF） | 左翼（LF） | 中堅（CF） | 中堅（CF） | 中堅（CF） | 中堅（CF） | 中堅（CF） | 中堅（CF） | 右翼（RF） | 右翼（RF） | 右翼（RF） | 右翼（RF） | 右翼（RF） | 右翼（RF） |
| 年 度 | 球 団 | 試 合      | 刺 殺      | 補 殺      | 失 策      | 併 殺      | 守 備 率   | 試 合      | 刺 殺      | 補 殺      | 失 策      | 併 殺      | 守 備 率   | 試 合      | 刺 殺      | 補 殺      | 失 策      | 併 殺      | 守 備 率   |
| ----- | ----- | ---------- | ---------- | ---------- | ---------- | ---------- | ---------- | ---------- | ---------- | ---------- | ---------- | ---------- | ---------- | ---------- | ---------- | ---------- | ---------- | ---------- | ---------- |
| 2019  | MIA   | 61         | 116        | 0          | 1          | 0          | .991       | 27         | 59         | 0          | 0          | 0          | 1.000      | 55         | 77         | 0          | 0          | 0          | 1.000      |
| 2020  | MIA   | 1          | 1          | 0          | 0          | 0          | 1.000      | -          | -          | -          | -          | -          | -          | 2          | 3          | 0          | 0          | 0          | 1.000      |
| 2021  | CLE   | 49         | 82         | 0          | 0          | 0          | 1.000      | 20         | 33         | 0          | 1          | 0          | .971       | 34         | 68         | 0          | 1          | 0          | .986       |
| 2022  | TB    | 5          | 4          | 0          | 0          | 0          | 1.000      | -          | -          | -          | -          | -          | -          | 24         | 29         | 0          | 0          | 0          | 1.000      |
| 2023  | TB    | 7          | 10         | 1          | 0          | 1          | 1.000      | -          | -          | -          | -          | -          | -          | 7          | 5          | 0          | 0          | 0          | 1.000      |
| MLB   | MLB   | 123        | 213        | 1          | 1          | 1          | .995       | 47         | 92         | 0          | 1          | 0          | .989       | 122        | 182        | 0          | 1          | 0          | .995       |

- 2023年度シーズン終了時

### 背番号
- 47（2019年 - 2020年）
- 40（2021年 - 同年途中）
- 10（2021年途中 - 同年終了）
- 43（2022年 - 2024年）